# Dadajheri Tadi
Dadajheri Tadi – gaun wikas samiti w zachodniej części Nepalu w strefie Lumbini w dystrykcie Nawalparasi. Według nepalskiego spisu powszechnego z 2001 roku liczył on 360 gospodarstw domowych i 2810 mieszkańców (1413 kobiet i 1397 mężczyzn).